# قلعه ولی
قلعه ولی (به لاتین: Qalʽeh-ye Vali) یک منطقهٔ مسکونی در افغانستان است که در ولایت بادغیس واقع شده‌است.